# Hôtel Excelsior

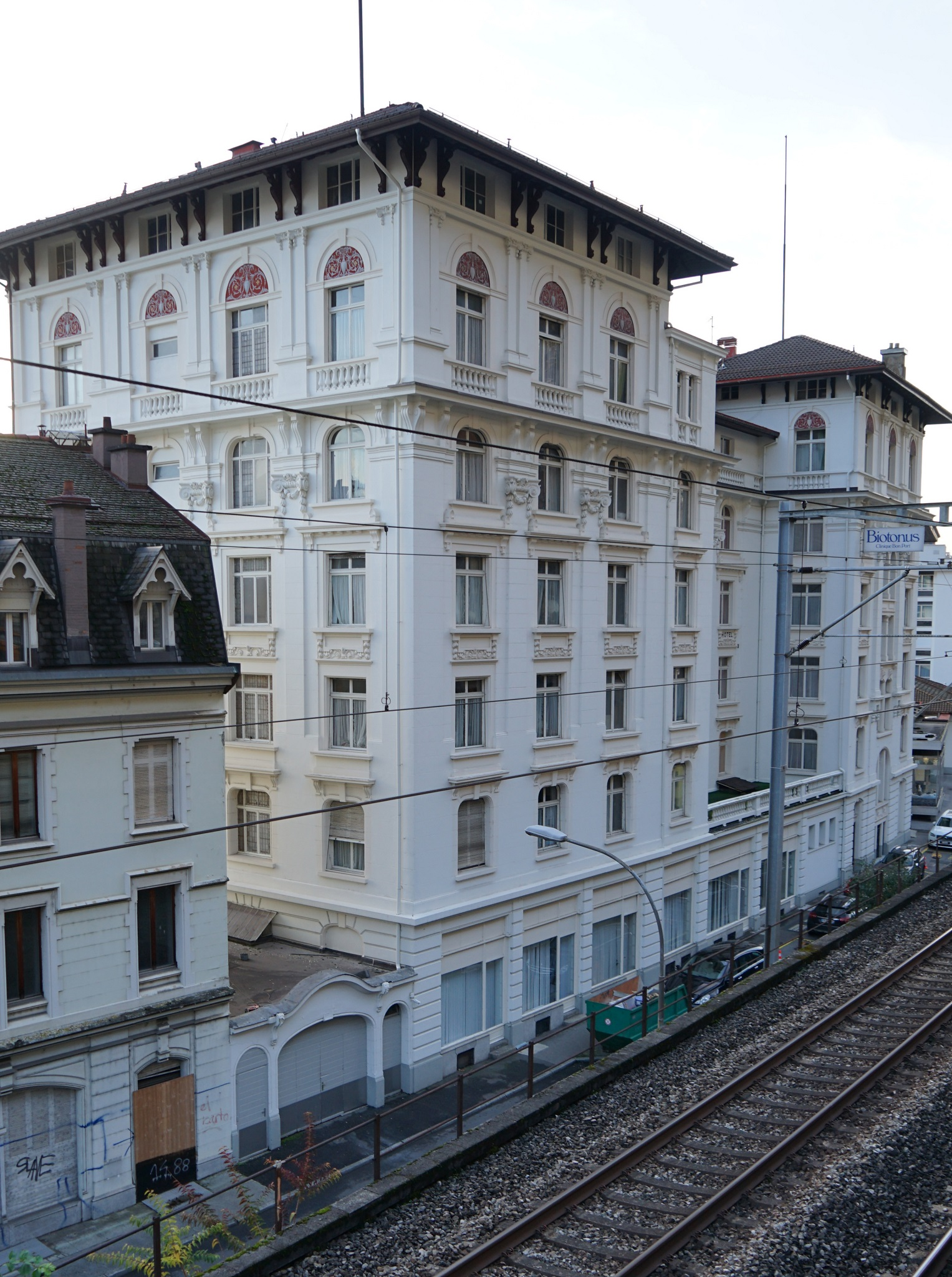
Landseitige Fassade (2022)

Das Hôtel du Grand Lac Excelsior ist ein Hotel in Montreux-Territet, Schweiz. Es liegt oberhalb der Uferpromenade des Genfersees und steht als Kulturgut von regionaler Bedeutung unter Denkmalschutz.

## Architektur und Denkmalschutz

Luftbild von Werner Friedli (1948)

Das 1907 erbaute Hotel der «Belle Époque» wurde im Stil des Historismus errichtet. Glasmalereien stammen aus der Zeit des Art déco. Das Gebäude ist mit seinen Erweiterungsbauten im Schweizerischen Inventar der Kulturgüter von regionaler Bedeutung (Kategorie B) eingetragen.

## Belege
1. ↑  Kantonsliste A- und B-Objekte Kanton VD. Schweizerisches Kulturgüterschutzinventar mit Objekten von nationaler (A-Objekte) und regionaler (B-Objekte) Bedeutung. In: Bundesamt für Bevölkerungsschutz BABS – Fachbereich Kulturgüterschutz, 1. Januar 2024, S. 18,  abgerufen am 27. Dezember 2022. (PDF; 390 kB, 18, Revision KGS-Inventar 2021 (Stand: 1. Januar 2023)).
2. ↑  KGS-Nr.: 6263

Koordinaten: 46° 25′ 45,4″ N, 6° 55′ 10,7″ O; CH1903: 560108 / 142126